# محمد في مكة (كتاب)
محمد في مكة (بالإنجليزية: Muhammad at Mecca)‏ كتاب عن نبي الإسلام محمد ﷺ، على وجه التحديد حول المرحلة الأولى من مهمتة العالمية، والذي يهتم بالسنوات التي قضاها في مكة المكرمة حتى هجرته إلى المدينة المنورة. وهذا الكتاب من تأليف المستشرق المسيحي البروفيسور في مجال البحوث الإسلامية وليام مونتغمري واط، ونشرته مطبعة جامعة أكسفورد في عام 1953.
ترجم هذا الكتاب إلى العربية من قبل الدكتور عبد الرحمن عبد الله الشيخ ونشر من قبل الهيئة المصرية العامة للكتاب في القاهرة عام 1415 هـ

## محتويات الكتاب
- مقدمة
- تمهيد
- الفصل الأول: الخلفية العربية
  - 1- الأسس الاقتصادية
  - 2- السياسة المكية
  - 3- الخلفية الاجتماعية والأخلاقية
  - 4- الخلفية الدينية والفكرية
- الفصل الثاني: بواكير حياة محمد ﷺ ودعوة النبوة
  - 1- نسب محمد ﷺ
  - 2- مولد محمد ﷺ وسنواته الأولى
  - 3- زواج محمد ﷺ من خديجة
  - 4- الدعوة للنبوة
  - 5- أشكال وعى محمد ﷺ بنبوته
  - 6- التتابع الزمنى لوقائع الحقبة المكية
- الفصل الثالث: الرسالة الأصلية (جوهر الرسالة)
  - 1- في تاريخ نزول القران (الكريم)
  - 2- المحتوى القرانى لأول ما نزل من القران (الكريم)
  - 3- العلاقة الوثيقة بين الرسالة والأحوال المعاصرة
  - 4- مزيد من التأمل
- الفصل الرابع: أول من أسلم
  - 1- الروايات المتداولة عن المسلمين الأوائل
  - 2- استعراض للمسلمين السابقين
  - 3- اللجوء إلى الإسلام
- الفصل الخامس: تزايد المعارضة
  - 1- بداية المعارضة، الايات الشيطانية
  - 2- أمور الحبشة
  - 3- مناورات المعارضة
  - 4- شهادة القران (الكريم)
  - 5- قادة المعارضة ودوافعهم
- الفصل السادس: افاق ممتدة
  - 1- تدهور في أوضاع محمد ﷺ
  - 2- زيارة النبى للطائف
  - 3- الاقتراب من القبائل البدوية
  - 4- المفاوضات مع المدينة
  - 5- هجرة النبى ﷺ إلى المدينة
  - 6- حصاد الحقبة المكية
- الملاحق
  - الملحق (أ) : الأحابيش
  - الملحق (ب) : التوحيد عند العرب والتأثيرات اليهودية المسيحية
  - الملحق (ج) : الحنفاء
  - الملحق (د) : مبحث حول (تزكى)
  - الملحق (هـ)
  - الملحق (و) : المرويات عن عروة
  - الملحق (ز) : قوائم مختلفة
  - الملحق (ح) : عودة المهاجرين
- الفهرس